# Campoplex chiuae
Campoplex chiuae är en stekelart som beskrevs av Gupta och Maheshwary 1977. Campoplex chiuae ingår i släktet Campoplex och familjen brokparasitsteklar. Inga underarter finns listade.